# Gabriel Ribbing
Gabriel Ribbing af Zernava, född 2 januari 1679 i Julita församling, Södermanlands län, död 10 november 1742, var en svensk friherre och militär.

## Biografi
Gabriel Ribbing föddes 1679 på Gimmersta herrgård i Julita församling. Han var son till landshövdingen Leonard Ribbing i Västernorrlands län och Catharina Falkenberg. Ribbing blev student vid Uppsala universitet 13 januari 1681. Han fortsatte sedan på banan inom armen och blev 1698 fänrik vid Vellingks infanteriregemente och 18 augusti 1700 löjtnant. Ribbing fortsatte sedan inom livgardet från 7 augusti 1701 och blev senare  regementskvartermästare 2 maj 1706, kapten 21 juli samma år, generaladjutant 31 januari 1711, överstelöjtnant 31 januari 1711, överste 12 september 1711 (fullmakt 27 oktober 1712) och slutligen generalmajor 20 oktober 1713. Han blev 7 december 1717 överste vid Östgöta infanteriregemente och var 1718 brigadchef vid inbrottet i Norge 1718. Ribbing blev generallöjtnant 22 mars 1720 och slutade vid tjänsten 21 februari 1721. Vid riksdagen 1738–1739 blev han kallad till riksråd, vilket han avböjde. Han avled 1742 och begravdes i familjegraven i Ekeby kyrka, där hans vapen sattes upp.

### Gårdar och byggnader
Ribbing byggde det stora stenhuset i Ulvåsa och donerade en stor kalksten till Ekeby kyrka.
Han ägde gårdarna Boxholms säteri och Ulvåsa i Ekeby socken, Fjällskäfte i Floda socken och Edsbergs slott i Sollentuna socken.

### Familj
Ribbing gifte sig 25 februari 1714 med grevinnan Ulrika Eleonora Oxenstierna af Korsholm och Wasa (1691–1756), dotter till översten, greve Gustaf Adolf Oxenstierna af Korsholm och Wasa och grevinnan Christina Douglas. De fick tillsammans barnen Hedvig Ulrika Catharina (1714–1781) som var gift med kammarherren Johan Mauritz Banér, Agneta Christina Ribbing (1715–1766) som var gift med landshövdingen Adolf Mörner af Morlanda, Magdalena Beata Ribbing (1717–1780) som var gift med landshövdingen Didrik Henrik Taube, Eleonora Lovisa Ribbing (1718–1800), Leonarda Gustava Ribbing (1719–1727), Elsa Ebba Ribbing (1720–1774) som var gift med generalmajoren Per Ribbing af Zernava, kammarherren Gabriel Adolf Ribbing (1724–1762), hovfröken Vilhelmina Ribbing (1728–1765) som var gift med presidenten Anders Johan von Höpken, Anna Charlotta Ribbing (1729–1801) och Eva Maria Ribbing (1730–1812) som var gift med riksmarskalken Göran Gyllenstierna af Björksund och Helgö.